# Gefallene Engel 2
Gefallene Engel 2 (Originaltitel: Fallen 2: The Journey) ist ein US-amerikanischer Fantasyfilm aus dem Jahr 2007 von Regisseur Kevin Kerslake. Die Produktion ist die erste Fortsetzung einer Filmreihe, die 2006 mit Gefallene Engel begann und 2008 mit Gefallene Engel 3 weitergeführt wurde. Die Film-Trilogie basiert auf einer Buchreihe von Thomas E. Sniegoski.

## Handlungsüberblick
Ein Jahr nach den Ereignissen des ersten Teils ist der „Nephilim“ (halb Mensch und halb Engel) Aaron noch immer auf Reisen durchs Land, begleitet von dem gefallenen Engel Camael, der ihn beschützt und seinem Hund Gab, mit dem Aaron sprechen kann, da er jede Sprache der Welt spricht. Auf seiner Reise erlöst er jene gefallenen Engel, die seinen Weg kreuzen. Er wird von den Mächtigen gejagt, Engel, welche die Erde von Bastarden (Mischwesen) wie ihm säubern wollen.

## Handlung
Der Film beginnt in einem Motel, in welchem Aaron einen gefallenen Engel erlöst, nach dessen Erlösung sich eine weitere Rune auf seinem Arm bildet, auf welchem schon zahlreiche andere stehen. Auf der Weiterfahrt werden sie von zwei der Mächtigen (Kriegerengel, welche die Erde von den Kindern der aus dem Paradies verstoßenen Engel säubern wollen, da diese von gefallenen Engeln abstammen und somit nicht zum Plan des Schöpfers gehören) angegriffen und Aaron vernichtet beide, als Camael von ihnen verletzt wird. Das erste Mal kämpft der Engel in ihm und er fühlt sich allen überlegen. Camael erklärt ihm, dass er den Engeln ebenbürtig sei, der Mensch in ihm macht ihn ihnen jedoch überlegen. Allerdings hält er ihn, den Erlöser, für zu wertvoll, um sich dem Risiko eines Kampfes zu stellen. Camael wurde bei dem Kampf durch Engelsfeuer verwundet, eine Wunde, die selbst Aaron nicht heilen kann.
Ein Rettungswagen wird zu einem Unfall gerufen. Die Rettungssanitäterin findet in einem Wagen eine junge Fahrerin, welche ihr Kollege für tot erklärt. Sie schickt ihn nach dem Defibrillator und als er geht, sagt sie: „Niemand stirbt während meiner Schicht.“ Sie ist Ariel, ein gefallener Engel und sie gebraucht ihre Macht, um Leben zu retten. Sie heilt mit ihren übernatürlichen Kräften die junge Frau. Camael sucht diese Ariel auf und sie nennt ihn gegenüber ihrem Kollegen „Vollstrecker“. Jedoch ist sie ohne Hass gegen ihn, obwohl er es war, der als einstiger Anführer der Mächtigen ihr die Flügel abschlug.
Aaron nutzt die Zeit, sich ein College anzusehen, auf welches er gerne gehen würde, durch seine Flucht aber nicht gehen kann. Er lernt dort die sexy Cloey kennen, welche ihn in eine Vorlesung von Dr. Lukas Grasic über Engel mitnehmen möchte (bei einem Zusammenstoß der beiden fällt ihr ein diesbezügliches Buch herunter).
In einem unterirdischen Gefängnis ist der gefallene Engel Azazel an einen Stein gekettet. Eine Person erscheint, welche ihm nach 5000 Jahren Gefangenschaft die Freiheit anbietet, wenn er hilft, den Erlöser zu beschützen und ihn dabei unterstützt seine Bestimmung zu erfüllen. Azazel, der den vorerst Unbekannten kennt, stimmt gerne zu und der Unbekannte zerschlägt mit Engelsfeuer die Ketten, mit denen Azazel an Händen und Füßen an den Boden gekettet ist.
Aaron trifft auf die gefallene Ariel und ist verwundert, denn bei ihr spürt er nicht das Verlangen erlöst zu werden. Sie erklärt ihm, dass ihre Zeit noch nicht gekommen sei und sie die letzte der gefallenen Engel sein werde, die er erlösen wird. Sie möchte vorerst weiter auf Erde Buße tun. Aaron erfährt nun auch, dass sie die Anführerin einer Untergrundbewegung ist, welche über Camael ihm all die Gefallenen zuspielte, die er im letzten Jahr erlöst hatte.
Azazel taucht inzwischen in einer Bar auf, deren Bardame Gabriela er kennt, denn sie ist eine Gefallene, welche sich seit 5000 Jahren auf Erden versteckt. Ein Rocker will ihn ausnehmen und bietet ihm ein Spiel an. Azazel setzt eine Nacht mit Gabriela gegen das Motorrad des Rockers. Mit einem einzigen Stoß beim Billard versenkt er mithilfe seiner Magie alle Kugeln in der richtigen Reihenfolge und gewinnt. Es kommt zu einem kurzen Kampf, den er leicht gewinnt.
Aaron plagen inzwischen Alpträume, in denen er Krieg und Vernichtung sieht. Die Vorlesung hingegen verfolgt er mit Interesse. Luzifer wird von Dr. Lukas Grasic als vom Schöpfer gewolltes Wesen dargestellt. Er wäre der nötige Gegenpol zum Guten, denn ohne diesen Gegenpol würde niemand das Gute erkennen. Luzifer wird von ihm sehr menschlich dargestellt, als ein Engel, der im ständigen Kampf mit sich selbst lebt. Die Rebellion Luzifers war seiner Meinung nach nur das Aufbegehren der Engel, welche sich durch die Schaffung der Menschen zurückgesetzt fühlten, denn die Menschen bekamen eine unsterbliche Seele, welche die Engel nicht hatten. Er bezeichnet Luzifer als sympathisch, da er, genau wie die Menschen, nicht perfekt sei und nun, nach seiner Niederlage in seiner Revolte gegen den Schöpfer, von tiefen Selbstzweifeln geplagt sein müsse. Dr. Lukas Grasic stellt die Frage, ob die Rebellion tatsächlich Luzifers Werk war oder nur vorbestimmtes Schicksal. Jedoch merkt er auch an, dass es möglicherweise vorhergeplant war, Luzifer zum Inbegriff des Bösen zu machen, aber es war dessen eigene Entscheidung, diesen Weg auch zu beschreiten.
Nach der Vorlesung trifft Aaron kurz auf Dr. Grasic. Er entschuldigt sich für seine Zwischenrufe in der Vorlesung, macht Dr. Grasic aber auch darauf aufmerksam, dass seine Sicht auf Luzifer ungewohnt sei. Dr. Grasic hat plötzlich jedoch keine Zeit und lädt ihn ein, ihn am Abend in der Bibliothek zu treffen.
Aaron hat nun tiefe Zweifel an seinem Schicksal, der Erlösung der Gefallenen. Er fragt sich, ob überhaupt ein Gefallener verdient hat erlöst zu werden und ob die Erde nicht Engel wie Ariel, welche nur noch helfen, nicht braucht. Ariel sagt, dies sei allein seine Entscheidung.
Am Abend geht er mit Cloey in einen Club. Sie kommen einander näher, aber als er von anderen Jugendlichen belästigt wird, verliert er die Kontrolle und setzt sehr brutal seine überlegenen Kräfte ein. Cloey wendet sich entsetzt ab und Aaron sucht nun nur noch Dr. Grasic. Er findet ihn in der Bibliothek und konfrontiert ihn mit einer Frage nach den Nephilim. Dies erstaunt Dr. Grasic, hatte er doch nicht erwartet, dass er diese Wesen überhaupt kenne und sich mit ihnen beschäftige. Noch mehr verwundert ist Dr. Grasic, als Aaron ihn nach dem Erlöser-Nephilim fragt. Er hatte nicht erwartet, dass Aaron überhaupt Kenntnis von diesen Nephilim hat, schon gar nicht, dass er sogar von der Prophezeiung bezüglich des Erlöser-Nephilim Kenntnis hat. Dr. Grasic wird vorsichtig und ist ob des Wissens und der Fragen von Aaron sehr verunsichert und überrascht. Recht bedächtig und abwägend erläutert Dr. Grasic nun die äußerst umstrittene Prophezeiung, welche das Kommen des Erlösers ankündigt: Der Erlöser könne jeden von jeder Sünde freisprechen und in den Himmel schicken, jedoch gäbe es in der Prophezeiung auch Andeutungen, dass der Erlöser noch einem viel dunkleren Zweck diene. Man wisse letztlich nicht einmal, ob der Erlöser eine Macht des Guten oder des Bösen sei.
Während des Gesprächs spielte Aaron mit einer Kette, welche ihm Ariel geschenkt hatte. Dr. Grasic wird stutzig, denn er kennt das Symbol auf dem Anhänger der Kette. Es ist eine Schutzrune, mit der man sich vor Engeln verstecken kann. Aaron verstecke sich vor Engeln! Dies glaubt Dr. Grasic und denkt Aaron durchschaut zu haben. Er, Aaron, gehöre, genau wie er, zum Orden, dessen Mitglieder wissen, dass es tatsächlich Engel gibt und dass diese unter den Menschen wandeln. Aaron versteht ihn nicht, folgt ihm aber, als er ihm offenbart, dass er ihm einen Engel würde zeigen können.
Er fährt Aaron zu seinem Haus. Hier führt er Aaron in ein Dachzimmer. Dort liegt eine junge Frau in einem Bett. Sie trägt ein kurzes weißes Kleidchen mit Spaghettiträgern und sie wird von Dr. Grasic aufgefordert, ihm ihre Flügel zu zeigen. Sie tut es und zeigt, immer noch mit dem Rücken zu den beiden gewandt, ihre weißen Flügel. Als sie sich umdreht, erkennt Aaron in ihr seine Jugendliebe Vilma, welche er nach Teil 1 zurücklassen musste. Er will zu ihr, kann aber eine magische Schutzmauer, welche auch ihre Flucht verhindert, nicht überwinden. Er verlangt von Dr. Lukas Grasic, die Runen zu entfernen, welche die Schutzmauer aktivieren. Der zieht jedoch eine Pistole und fordert Aaron auf, sein Haus zu verlassen. Er würde alles tun, um den einzigen lebenden Engel, seinen Engel, vor dem Seziertisch zu bewahren, auf dem er seiner Meinung nach ohne seinen Schutz gelangen würde. Aaron entwaffnet Dr. Lukas Grasic geradezu mühelos. Er setzt dabei seine übermenschlichen Körperkräfte ein, welche Dr. Lukas Grasic völlig unerwartet treffen und erstaunen, ihn entwaffnen und mühelos zu Boden strecken. Dr. Lukas Grasic erkennt nun auch die Runen auf Aarons Arm („Diese Male!“) und beginnt zu begreifen. „Wer bist du?“ ist seine ängstliche Frage. Er versucht erst gar nicht, die neben ihm auf dem Boden liegende Pistole wieder zu ergreifen. Er hat Angst ob der schier unglaublichen körperlichen Kraft Aarons und er beginnt zu ahnen, wer Aaron ist. Da er sich aber immer noch weigert, die Runen der Schutzmauer zu entfernen, die verhindern, dass Aaron sich Wilma nähern kann oder dass sie in Dr. Grasics Abwesenheit ihm entflieht, beginnt Aaron die Kontrolle über sich zu verlieren. Mit der nun ultimativen Forderung nach der Entfernung der Runen („Wisch diese Runen weg!“ – „Ich will nicht. Wer bist du?!“ – „Tue es! Jetzt! Sofort!!!“) entlädt sich sein Zorn. Er sprengt das Dach des Hauses über sich mit Engelsfeuer weg und schickt einen gewaltigen Feuerstrahl in den Himmel, den sowohl Azazel als auch Camael und Ariel sehen. Dr. Lukas Grasic begreift nun endlich die Wahrheit und ist schockiert: „Der Erlöser! Du bist es!“ Er folgt nun unverzüglich und sichtlich demütig, aber auch ängstlich seinen Anordnungen. Nach der Entfernung der Runen nimmt Aaron Vilma in den Arm, entfaltet seine nahezu schwarzen Flügel und fliegt mit ihr durch das große Loch im Dach davon.
Jedoch hat dieser Ausbruch an Energie nicht nur die gefallenen Engel alarmiert, auch die Mächtigen haben dieses Leuchtfeuer erkannt und eilen herbei. Camael gelangt zu Aaron und Vilma. Er überredet sie zur Flucht, damit er sich allein den Mächtigen stellen kann. Aaron nimmt nur widerwillig an. Camael gelingt es fünf der Mächtigen in Schach zu halten, bis deren Anführer Mazarin erscheint.
Inzwischen versucht der Mächtige Nathaniel die beiden Nephilim Aaron und Vilma zu töten, wird daran aber vom auftauchenden Azazel gehindert, der Nathaniel mit Leichtigkeit vernichtet. Sie fliehen zusammen. Camael unterliegt inzwischen dem ihm überlegenen Mazarin, woran auch seine vorherige Verwundung und Schwächung schuld ist.
Azazel gesteht Aaron inzwischen, dass er der gefallene Engel schlechthin sei, denn er führte Luzifers Engelsarmee an. Er verlor und wurde 5000 Jahre lang angekettet. Aaron vertraut ihm nicht, erkennt aber an, dass sie ihm vorerst folgen müssen. Azazel offenbart Aaron aber auch, dass Camael sich für ihn geopfert hätte und nun tot sein müsse, denn anders könne das Ergebnis eines Kampfes zwischen den Mächtigen und einem Gefallenen gar nicht ausgehen. Auf ihrer Flucht überwältigt er einen Straßenräuber und hat sichtlich Spaß an dessen Misshandlung. Er raubt ihm sein Auto und sein erbeutetes Geld. Als Aaron dies kritisiert, offenbart sich ihm als Azazel: „Ich bin kein Schutzengel ... Ich bin ein Racheengel! ... Die Welt braucht beides!“
Er bietet ihm an, ihn zum „Lichtbringer“ zu führen, denn der wüsste alles und er hat die Prophezeiung vom Erscheinen des Erlösers überhaupt erst gemacht. Aaron beschließt ihm zu folgen.
Camael befindet sich in der Gewalt der Mächtigen. Mazarin ist aber für jede Erklärung blind und lässt ihm durch die Mächtige Sachael mit Engelsfeuer die Flügel abschlagen. Dr. Lukas Grasic wird inzwischen von einem Mitglied seines Ordens aufgesucht. Dieser macht ihm schwere Vorwürfe, ist aber von den Informationen zum Erscheinen des Erlösers begeistert, bevor er den Professor tötet. Grasic wollte sterben, denn er hatte seinen Engel, den er vergötterte, verloren und damit den Sinn seines Lebens.
Aaron fährt inzwischen mit Azazel und Vilma in die Berge. Azazel befragt Aaron angesichts eines Werbeaufstellers nach Christus und ist erheitert, als er erfährt, dass „der Alte“ ein Kind habe. Er erklärt Aaron aber auch, dass Noah sein Kumpel gewesen und die Sintflut nur gekommen sei, weil Gott Bastarde wie Aaron und Vilma von der Erde zu tilgen versuchte. Azazel: „Der Alte hat überreagiert.“ Nach seiner Version kam nach der Sintflut Camael mit seinen Mächtigen, um die überlebenden Nephilime zu töten und um an ihm ein Exempel zu statuieren.
An einer Raststätte verführt Azazel die weibliche Bedienung, hat Sex mit ihr und raubt sie nebenbei aus. Für ihn sind Frauen nur Lustobjekte. Auch nennt er Vilma nur „Schnecke“ oder „Süße“, die er nur deshalb nicht erobert, weil der Erlöser auf sie stünde. Aaron verbietet ihm für die Dauer der gemeinsamen Reise ähnliche Aktionen.
Inzwischen werden sie verfolgt, aber der Verfolger ist nur ein gefallener Engel, der Aaron bittet ihn ins Paradies zurückzuschicken. Er ist durch Engelsfeuer tödlich verwundet, akzeptiert aber, dass Aaron auf Grund seiner Zweifel an der Richtigkeit seines Erlösungswerks ihn nicht erlösen will. Der Gefallene macht Aaron aber klar, dass er als Engel über keine unsterbliche Seele verfüge und deshalb bald im Nichts verschwinden werde. Nach Vilmas Zuspruch erlöst Aaron den Sterbenden, sehr zum Missfallen Azazels, denn durch diese Aktivität hat er den Mächtigen gezeigt, wo er ist. Diese erscheinen auch, aber da endet der Film und wird in Teil 3 nahtlos weitergeführt.

## Kritik
„Zweiter Teil einer Fantasy-Trilogie nach einer Buchreihe von Thomas E. Sniegorski, der gediegene Zielgruppenunterhaltung bietet.“